# Стокгольмская программа
Стокгольмская программа — это пятилетний план с руководящими принципами для юстиции и внутренних дел стран-членов Европейского Союза на период с 2010 по 2014 годы.

## Содержание
Программа содержит руководящие принципы общей политики по темам защиты основных прав, неприкосновенности частной жизни, прав меньшинств и прав групп людей, нуждающихся в особой защите, а также гражданства Европейского Союза. В программе также содержатся планы по созданию новой архитектуры европейской безопасности путем расширения сотрудничества в области полиции, армии и секретных служб, а также меры в области обмена данными о пересечении границ между государственными органами и наблюдения за Интернетом.
Она затрагивает такие разные области, как внутренняя и общественная безопасность, миграция (Европейский пакт об иммиграции и убежище), борьба с организованной преступностью и даже семейное право, частное право, наследственное право и другие.
Предполагается расширение Европола и Евроюста, создание оперативной совместимости полицейских баз данных, централизованного реестра резидентов, улучшение спутникового наблюдения, объединенные депортационные самолеты и рейсы, новые лагеря для беженцев за пределами территории ЕС, использование военных против иммиграции, вмешательство полиции за пределами территории ЕС, расширение Европейской жандармерии и усиление сотрудничества секретных служб и т. д..
Стокгольмская программа также включает поддержку продолжающегося Пражского процесса, заявляя, что память о тоталитарных преступлениях «должна быть коллективной памятью, разделяемой и поддерживаемой, по возможности, всеми нами», и подчеркивая, что «Союз — это территория общих ценностей, ценностей, которые несовместимы с преступлениями против человечности, геноцидом и военными преступлениями, включая преступления, совершенные тоталитарными режимами».

## История
После Тамперской программы 1999 года и Гаагской программы 2004 года, Стокгольмская программа является третьей программой такого рода для государств Европейского Союза. Она была подготовлена шведским председательством в Совете Европейского Союза на его неформальной встрече с 15 по 17 июля 2009 года и названа по месту ее публикации (Стокгольм, столица Швеции). После принятия решений министрами внутренних дел и юстиции первого декабря он был представлен Европейскому Совету 10 и 11 того же месяца для окончательного референдума на его саммите в Брюсселе.